# Барабаш Юрій Якович
Ю́рій Я́кович Бараба́ш (10 серпня 1931, Харків — 28 листопада 2024, Москва) — український літературний критик. Доктор філологічних наук. Лауреат Національної премії України імені Тараса Шевченка 2004 року.

## Біографія
Народився 10 серпня 1931 р. в м. Харкові.
Закінчив факультет журналістики Київського університету імені Тараса Шевченка.
Редагував журнал «Прапор», працював директором Інституту світової літератури ім. О. М. Горького (Москва), заступником Міністра культури колишнього СРСР. Живе в місті Москва.

## Творчий доробок
Автор численних літературно-критичних та наукових праць з української та російської літератур, зокрема «Чисте золото правди», «Деякі питання поетики О. Довженка», «Я є народ…», «Алгебра и гармонія», «Довженко», «Вопрос эстетики и поэтики», «3наю человека… Г. Сковорода. Поззия. Философия. Жизнь» та ін.
Окремі видання:
- Барабаш Ю. Вибрані студії. Сковорода. Гоголь. Шевченко / Передмова В. Панченка. — К.: Видавничий дім «Києво-Могилянська академія», 2007. — 744 с.
- Барабаш Ю. Вопросы эстетики и поэтики. — М.: Современник, 1983. — 416 с.
- Барабаш Ю. Гоголівський трикутник (Маланюк — Донцов — Ю. Липа) // Гоголь у літературній свідомості українського зарубіжжя (Нариси сприйняття та інтерпретацій). — Сімферополь, 2004. — Вип. 1 (12). — С. 17-28.
- Барабаш Ю. Гоголь і Шевченко. Порівняльно-типологічні студії. — Харків: Акта, 2001.
- Барабаш Ю. Я. Довженко. Некоторые вопросы эстетики и поэтики. — М.: Худ. лит-ра, 1968. –271 с.
- Барабаш Ю. Нью-Йоркская группа // Дружба народов. — 2002.– № 8. — С. 201—212.
- Барабаш Ю. Під знаком «кривавого лихоліття». Євген Маланюк і Ніколай Гумільов: схоже у несхожому // Сучасність. — 1997. — № 5. — С. 106—122.
- Барабаш Ю. Причинки до теми «Гоголь і українське літературне бароко (генезис і типологія)» // Слово і час. — 1992. — № 9. — С.77-109.
- Барабаш Ю. Поет і час. Статті та літературні портрети. — К.: Рад.письменник, 1958. — 197 с.
- Барабаш Ю. Український Єремія: Євген Маланюк і парадигма малоросійства // Слово і час. –1997. — № 1. — С. 15-24.
- Барабаш Ю. Я. Я єсть народ… Роздуми, суперечки, портрети. — К.: Дніпро, 1967.